# Crossopalpus minimus
Crossopalpus minimus är en tvåvingeart som först beskrevs av Johann Wilhelm Meigen 1838.  Crossopalpus minimus ingår i släktet Crossopalpus och familjen puckeldansflugor. Inga underarter finns listade i Catalogue of Life.